# Cubaris
Cubaris es un género de crustáceos isópodos terrestres de la familia Armadillidae. Se han descrito más de 100 especies de Cubaris.
Las especies de Cubaris tienen en promedio tasas de reproducción más bajas y una vida más larga que otros géneros de isópodos.

## Como mascotas
A lo largo de los años, el género Cubaris se ha hecho cada vez más popular entre los entusiastas de invertebrados. Sus coloridos patrones en el caparazón y su naturaleza activa hacen que para muchos cuidadores sea un género muy atractivo para tener como mascota.
Sin embargo, debido a su lenta reproducción y al tamaño relativamente pequeño de las camadas, los tipos muy buscados pueden llegar a ser muy caros; un ejemplo, Cubaris sp. "Rubber Ducky", es muy deseado por los entusiastas debido a su similitud en apariencia con un pato de goma. Descubierta en 2017 en Tailandia, la variedad Rubber Ducky se reproduce lentamente y solo produce camadas de pequeño tamaño, lo que da lugar a precios elevados. 

## Especies
- Cubaris acapulcensis Mulaik, 1960
- Cubaris africana Taiti & Ferrara, 1987
- Cubaris albolateralis Collinge, 1916
- Cubaris alticola Vandel, 1973
- Cubaris ambitiosa Budde-Lund, 1885
- Cubaris arcangelii Verhoeff, 1928
- Cubaris barbertoni Barnard, 1932
- Cubaris benitensis Mulaik, 1960
- Cubaris bocki Verhoeff, 1938
- Cubaris bolivari Mulaik, 1960
- Cubaris boliviana Dollfus, 1897
- Cubaris brunneocaudata Collinge, 1916
- Cubaris caerulea Collinge, 1914
- Cubaris californica Budde-Lund, 1885
- Cubaris canalensis Verhoeff, 1926
- Cubaris cavernosa Collinge, 1916
- Cubaris chiltoni Collinge, 1916
- Cubaris cinchonae Van Name, 1936
- Cubaris cinerea Brandt, 1833
- Cubaris claytonensis Chilton, 1917
- Cubaris commensalis Baker, 1913
- Cubaris crenata Lewis, 1998
- Cubaris crenatus Lewis, 1998
- Cubaris decoui Vandel, 1973
- Cubaris dhaliwali Lillemets & Wilson, 2002
- Cubaris dilectum Collinge, 1916
- Cubaris emunita Budde-Lund, 1904
- Cubaris everesti Vandel, 1973
- Cubaris expansa Collinge, 1916
- Cubaris expansus Collinge, 1916
- Cubaris fasciata Lewis, 1998
- Cubaris fasciatus Lewis, 1998
- Cubaris ferruginea Lewis, 1998
- Cubaris ferrugineus Lewis, 1998
- Cubaris flavobrunnea Dollfus, 1896
- Cubaris fragilis Collinge, 1914
- Cubaris fritschei Verhoeff, 1938
- Cubaris galbineus Eschscholtz, 1823
- Cubaris goweri Lewis, 1998
- Cubaris granaria Nicolet, 1849
- Cubaris granulata Collinge, 1915
- Cubaris granulatus Collinge, 1915
- Cubaris gravelii Collinge, 1916
- Cubaris griseus Collinge, 1920
- Cubaris harsadiensis Barnard, 1940
- Cubaris helmsiana Chilton, 1917
- Cubaris hickmani Green, 1961
- Cubaris hirsuta Lewis, 1998
- Cubaris hirsutus Lewis, 1998
- Cubaris howensis Poore, 2002
- Cubaris ignota Arcangeli, 1934
- Cubaris incisus Verhoeff, 1926
- Cubaris insularis Searle, 1922
- Cubaris invenustus Collinge, 1915
- Cubaris javanensis Dollfus, 1889
- Cubaris joliveti Vandel, 1972
- Cubaris kashmiri Jackson, 1935
- Cubaris lacustris Verhoeff, 1926
- Cubaris lewisae Lillemets & Wilson, 2002
- Cubaris lifuensis Stebbing, 1900
- Cubaris lobata Collinge, 1916
- Cubaris lobatus Collinge, 1916
- Cubaris longicornis Verhoeff, 1926
- Cubaris lundi Stebbing, 1900
- Cubaris maculata Schmalfuss & Ferrara, 1983
- Cubaris margaritae Vandel, 1952
- Cubaris marmorata Wahrberg, 1922
- Cubaris marmoratus Collinge, 1916
- Cubaris meermohri Arcangeli, 1935
- Cubaris merulanoides Wahrberg, 1922
- Cubaris minilobus Lewis, 1998
- Cubaris minima Vandel, 1977
- Cubaris minuta Mulaik, 1960
- Cubaris mirandai Rioja, 1954
- Cubaris miser Budde-Lund, 1904
- Cubaris misera Budde-Lund, 1904
- Cubaris murina Brandt, 1833
- Cubaris nacreum Collinge, 1915
- Cubaris nacrum Collinge, 1915
- Cubaris nepalensis Vandel, 1973
- Cubaris nigroflava Wahrberg, 1922
- Cubaris obliquidens Barnard, 1932
- Cubaris oxyzomus Barnard, 1940
- Cubaris pacificum Borradaile, 1900
- Cubaris pacificus Verhoeff, 1926
- Cubaris plasticus Verhoeff, 1926
- Cubaris pongolae Barnard, 1937
- Cubaris pronyensis Verhoeff, 1926
- Cubaris pusilla Collinge, 1916
- Cubaris pusillus Collinge, 1916
- Cubaris robusta Collinge, 1914
- Cubaris rufonigra Wahrberg, 1922
- Cubaris sarasini Verhoeff, 1926
- Cubaris schellenbergi Verhoeff, 1928
- Cubaris solidula Collinge, 1915
- Cubaris solidulus Collinge, 1915
- Cubaris spenceri Barnes, 1934
- Cubaris sulcifrons Green, 1961
- Cubaris suteri Chilton, 1915
- Cubaris tamarensis Green, 1961
- Cubaris tarangensa Budde-Lund, 1904
- Cubaris tarangensis Budde-Lund, 1904
- Cubaris tasmaniensis Green, 1961
- Cubaris truncata Collinge, 1920